# Kirchenbezirk Welzheim
Der Evangelische Kirchenbezirk Welzheim war ein Kirchenbezirk bzw. Dekanat der Evangelischen Landeskirche in Württemberg. Mit Wirkung vom 1. Januar 1978 wurde der Kirchenbezirk Welzheim aufgelöst und seine Kirchengemeinden auf die benachbarten Kirchenbezirke Backnang, Schorndorf und Schwäbisch Gmünd aufgeteilt.

## Geschichte
1181 wurde in Welzheim bereits eine Kirche erwähnt. 1243 wird sie St. Galluskirche genannt. Sie kam durch Tausch an das Kloster Lorch, dem sie 1259 inkorporiert wurde. Durch die Reformation fiel sie an Württemberg. Die Kirche wurde nach dem Brand von 1726 wieder aufgebaut und 1815/17 umgestaltet. Bereits 1806 wurde Welzheim Sitz eines württembergischen Oberamts, dessen Sitz zwischen 1810 und 1819 nach Lorch verlegt war. 1824 wurde Welzheim auch Sitz eines Dekanats und die Pfarrkirche Welzheim somit Dekanskirche. Seine Gemeinden erhielt der Dekanatsbezirk vom Dekanat Schorndorf, das zu groß geworden war. Es gehörte zum Generalat Schwäbisch Hall, nach dessen Auflösung 1913 zum Generalat Ulm, aus dem die heutige Prälatur Ulm hervorging.
1938 wurde das Oberamt Welzheim aufgelöst und sein Gebiet überwiegend dem Landkreis Waiblingen zugeordnet. Der kirchliche Verwaltungsbezirk, das Dekanat Welzheim, blieb aber noch bis 1977 bestehen und wurde dann ebenfalls aufgelöst.

## Dekane des Kirchenbezirks Welzheim 1824 bis 1977
noch nicht komplett
- 1824–1830 Johann Friedrich Christoph Hartmann
- 1831–1839 Georg Friedrich Simeon Gundert
- 1839–1855 Jakob Friedrich Weitbrecht (1798–1868)
- 1855–1859 Dr. Johann Friedrich Braun
- 1859–1883 Christoph Andreas Heintzeler
- 1883–1890 Karl Christian Hole (1837–1903)
- 1891–1915 Georg Emil Leitz
- 1916–1931 Friedrich Weller
- 1932–1933 Otto Engel
- 1934–? Hermann Josenhans
- –1973 ?Dekan Rau
- 1973–1977 Gebhard Kirn (* 1913)

## Kirchengemeinden
Der Kirchenbezirk Welzheim umfasste vor seiner Auflösung 1978 folgende 13, bis 1977 noch 14 Kirchengemeinden:
Alfdorf (einschließlich der am 4. Dezember 1977 aufgelösten Filialkirchengemeinde Pfahlbronn), Großdeinbach, Hellershof, Kaisersbach, Kirchenkirnberg, Lorch, Plüderhausen, Rienharz, Rudersberg, Schlechtbach, Waldhausen, Weitmars, Welzheim
Sie gehörten zu den politischen Städten und Gemeinden Alfdorf, Kaisersbach, Lorch, Plüderhausen, Rudersberg, Schwäbisch Gmünd und Welzheim.
Bis 1. April 1951 gehörten auch die Kirchengemeinden Lindach (heute Stadt Schwäbisch Gmünd) und Täferrot zum Kirchenbezirk Welzheim. Diese waren seinerzeit mit anderen Kirchengemeinden der Kirchenbezirke Aalen und Gaildorf dem neu gegründeten Kirchenbezirk Schwäbisch Gmünd zugeordnet worden.
Nach Auflösung des Kirchenbezirks Welzheim 1978 wurden die verbliebenen 13 Kirchengemeinden wie folgt aufgeteilt:
- Kirchenbezirk Schorndorf: Alfdorf (mit Pfahlbronn), Hellershof, Kaisersbach, Plüderhausen, Rudersberg, Schlechtbach, Welzheim und Rienharz
- Kirchenbezirk Backnang: Kirchenkirnberg
- Kirchenbezirk Schwäbisch Gmünd: Großdeinbach, Lorch, Weitmars und Waldhausen